# 李成才
李成才（1963年12月29日—），河北唐山人，中國纪录片导演，也是清华大学和北京理工大学的教授，曾执导《大国崛起》等作品。

## 生平
1983年7月至1985年6月，他在中国人民解放军第一炮兵指挥学院讀書，畢業後在中国人民解放军51403部队服役，曾任政治部干事。1991年6月進入秦皇岛电视台擔任導演。1995年6月進入中國傳媒大學學習，1997年畢業，同年7月進入中央電視台擔任導演。

## 作品
其主要作品包括：
- 《影響世界的中國植物》[2]
- 《货币》
- 《20年20人》
- 《华尔街》
- 《人在单位》
- 《资本市场》
- 《大国崛起》
- 《秋天的故事》
- 《千秋万代话资源》
- 《癸未之战》（总撰稿）
- 《命脉》（总撰稿）
- 《沙尘暴》（总策划）

- 2007年《平安中国》晚会
- 2004年3.15晚会
- 2003年中央电视台经济频道《现在出发》